# طبل مجنون

لیند وارد، ۱۹۳۰ - جلد کتاب طبل مجنون

طبل مجنون (انگلیسی: Madman's Drum) عنوان یک رمان بی‌کلام از هنرمند آمریکایی لیند وارد است که در سال ۱۹۳۰ منتشر گردید. این دومین رمان از مجموعهٔ ششگانهٔ وارد در زمینهٔ خلق رمان‌های بی‌کلام است. کتاب شامل ۱۱۸ تصویر چوب‌تراشی از تاجر برده‌ای است که با کشتن یک آفریقایی، اقدام به ربودن یک طبل نمادین دیوسیرت از او می‌نماید که ارمغان آن برای خود و خانواده‌اش، محور کشش و تعلیق داستان است.